# Puchar Azji U-17 w Piłce Nożnej Kobiet 2026
Puchar Azji U-17 w Piłce Nożnej Kobiet 2026 – dziesiąty turniej Pucharu Azji U-17. Po raz czwarty wydarzenie to rozgrywane będzie w Chinach. Rozpocznie się ono 30 kwietnia, a zakończy 17 maja 2026 roku.
W turnieju będą mogły wystąpić jedynie zawodniczki, które nie ukończyły 17 roku życia w chwili rozpoczęcia eliminacji. Turniej stanowi jednocześnie kwalifikacje do Mistrzostw Świata U-17 w Piłce Nożnej Kobiet 2026 w Maroku.

## Zakwalifikowane zespoły
Do finałowego turnieju zakwalifikuje się 12 drużyn. Oprócz 4 najlepszych zespołów z poprzedniej edycji, 8 innych zespołów uzyska kwalifikację poprzez eliminacje.
| Reprezentacja         | Sposób kwalifikacji | Ostatni występ | Najlepszy wynik                      | Wynik |
| --------------------- | ------------------- | -------------- | ------------------------------------ | ----- |
| Korea Północna U-17   | Mistrzostwo (2024)  | 2024           | Mistrzostwo (2007, 2015, 2017, 2024) |       |
| Japonia U-17          | II miejsce (2024)   | 2024           | Mistrzostwo (2005, 2011, 2013, 2019) |       |
| Korea Południowa U-17 | III miejsce (2024)  | 2024           | II miejsce (2005)                    |       |
| Chiny U-17            | IV miejsce (2024)   | 2024           | IV miejsce (2024)                    |       |
|                       | Zwycięzca Grupy A   |                |                                      |       |
|                       | Zwycięzca Grupy B   |                |                                      |       |
|                       | Zwycięzca Grupy C   |                |                                      |       |
|                       | Zwycięzca Grupy D   |                |                                      |       |
|                       | Zwycięzca Grupy E   |                |                                      |       |
|                       | Zwycięzca Grupy F   |                |                                      |       |
|                       | Zwycięzca Grupy G   |                |                                      |       |
|                       | Zwycięzca Grupy H   |                |                                      |       |

## Kwalifikacje
W kwalifikacjach weźmie udział 27 reprezentacji, podzielonych na osiem grup trzydrużynowych. Zwycięzca każdej grupy awansował do drugiej rundy eliminacyjnej. Po dwie najlepsze drużyny z dwóch grup drugiej rundy awansowały do turnieju finałowego. Reprezentacje Kuwejtu, Makau, Arabii Saudyjskiej i Syrii debiutują w eliminacjach.
W eliminacjach nie brały również udziału cztery najlepsze drużyny z poprzedniej edycji, które uzyskały awans automatycznie - Korea Północna, Japonia, Korea Południowa i Chiny.

## Faza grupowa
Na podstawie:
Legenda
|  | Awans do fazy pucharowej. |

Gdy dwie lub więcej drużyn zakończy fazę grupową z taką samą liczbą punktów, o kolejności w tabeli decyduje:
1. bilans bramkowy
2. liczba goli zdobytych w fazie grupowej;
3. punkty zdobyte w meczach pomiędzy danymi drużynami;
4. różnica bramek w meczach pomiędzy danymi drużynami;
5. zdobyte bramki w meczach pomiędzy danymi drużynami;
6. klasyfikacja fair play;
7. losowanie.

### Grupa A
| Lp. | Drużyna | M | Mecze | Mecze | Mecze | Bramki | Bramki | Bramki | Pkt |
| Lp. | Drużyna | M | W     | R     | P     | +      | −      | +/−    | Pkt |
| --- | ------- | - | ----- | ----- | ----- | ------ | ------ | ------ | --- |
| 1.  | A1      | 0 | 0     | 0     | 0     | 0      | 0      | 0      | 0   |
| 2.  | A2      | 0 | 0     | 0     | 0     | 0      | 0      | 0      | 0   |
| 3.  | A3      | 0 | 0     | 0     | 0     | 0      | 0      | 0      | 0   |
| 4.  | A4      | 0 | 0     | 0     | 0     | 0      | 0      | 0      | 0   |

### Grupa B
| Lp. | Drużyna | M | Mecze | Mecze | Mecze | Bramki | Bramki | Bramki | Pkt |
| Lp. | Drużyna | M | W     | R     | P     | +      | −      | +/−    | Pkt |
| --- | ------- | - | ----- | ----- | ----- | ------ | ------ | ------ | --- |
| 1.  | B1      | 0 | 0     | 0     | 0     | 0      | 0      | 0      | 0   |
| 2.  | B2      | 0 | 0     | 0     | 0     | 0      | 0      | 0      | 0   |
| 3.  | B3      | 0 | 0     | 0     | 0     | 0      | 0      | 0      | 0   |
| 4.  | B4      | 0 | 0     | 0     | 0     | 0      | 0      | 0      | 0   |

### Grupa C
| Lp. | Drużyna | M | Mecze | Mecze | Mecze | Bramki | Bramki | Bramki | Pkt |
| Lp. | Drużyna | M | W     | R     | P     | +      | −      | +/−    | Pkt |
| --- | ------- | - | ----- | ----- | ----- | ------ | ------ | ------ | --- |
| 1.  | C1      | 0 | 0     | 0     | 0     | 0      | 0      | 0      | 0   |
| 2.  | C2      | 0 | 0     | 0     | 0     | 0      | 0      | 0      | 0   |
| 3.  | C3      | 0 | 0     | 0     | 0     | 0      | 0      | 0      | 0   |
| 4.  | C4      | 0 | 0     | 0     | 0     | 0      | 0      | 0      | 0   |

## Klasyfikacja końcowa
| Miejsce                        | Reprezentacja | Punkty | Bramki +/− | Bramki zdobyte |
| ------------------------------ | ------------- | ------ | ---------- | -------------- |
| Strefa medalowa                |               |        |            |                |
| złoto                          |               |        |            |                |
| srebro                         |               |        |            |                |
| brąz                           |               |        |            |                |
| 4.                             |               |        |            |                |
| Wyeliminowane w ćwierćfinałach |               |        |            |                |
| 5.                             |               |        |            |                |
| 6.                             |               |        |            |                |
| 7.                             |               |        |            |                |
| 8.                             |               |        |            |                |
| Wyeliminowane w fazie grupowej |               |        |            |                |
| 9.                             |               |        |            |                |
| 10.                            |               |        |            |                |
| 11.                            |               |        |            |                |
| 12.                            |               |        |            |                |

## Drużyny zakwalifikowane do Mistrzostw Świata U-17
W turnieju Mistrzostw Świata U-17 2026 w Maroku wezmą udział:
| Drużyna | Sposób kwalifikacji | Data kwalifikacji | Ostatni występ | Najlepszy wynik |
| ------- | ------------------- | ----------------- | -------------- | --------------- |
|         |                     | maja 2026         |                |                 |
|         |                     | maja 2026         |                |                 |
|         |                     | maja 2026         |                |                 |
|         |                     |                   |                |                 |